# Tratado Herrán-Hay
El Tratado Herrán-Hay es como se conoce al tratado internacional firmado entre la República de Colombia y Estados Unidos a través de los designados plenipotenciarios, el Secretario de Estado John Hay y el ministro colombiano, Dr. Tomás Herrán, en Washington el 22 de enero de 1903, con el objetivo de la construcción de un canal interoceánico que uniese el océano Atlántico y el océano Pacífico por el istmo de Panamá.
Las rutas comerciales a finales del siglo XIX se verían seriamente beneficiadas con la construcción de un canal transoceánico aprovechando los istmos centroamericanos. Tras una extensa historia de intentos malogrados, se elige Panamá como sitio último del canal que sería construido con capital estadounidense. El tratado se firma en medio de eventos de índole político-económicos que marcan su fallida ratificación ulterior.
El texto del tratado se compone de 28 artículos sin supradivisiones, acompañados de un anexo que da legitimidad a uno de los firmantes. El articulado establece condiciones diferenciadas para el desarrollo del siglo de concesión, dando disposiciones de renuncia parcial de soberanía, financiamiento, derechos de explotación y disposiciones generales sobre la valía ante acuerdos previos.

La construcción de un canal interoceánico era una necesidad para el desarrollo del comercio internacional. El país estudió varios proyectos, y adelantó algunos tratados para construirlo por el istmo de Panamá. La última negociación fue con los Estados Unidos de Norteamérica quienes veían en la zona más que una posibilidad comercial, una ubicación geopolítica estratégica. El acuerdo se planteó en el tratado Herrán-Hay, rechazado por el Congreso colombiano en 1903.
Antonio José Uribe. Ministro de Asuntos Exteriores 1901. Colombia.

## Antecedentes
escucharⓘ
Al terminar la primera mitad del siglo XIX, según el internacionalista cubano Raúl de Cárdenas, merced a las sucesivas adquisiciones de Luisiana en 1803, Florida en 1819 y Texas en 1845, Los Estados Unidos quedaron como dueños de toda la costa septentrional del golfo de México, ocupando la anterior posición privilegiada de España en lo que se denominaría entonces el Mediterráneo Americano. Pero el dominio de la región geográfica era compartido con la Gran Bretaña que era dueña de las Bahamas, las Antillas Menores y Jamaica, y en tierra firme de parte de las Guayanas y de Belice y Mosquitos.

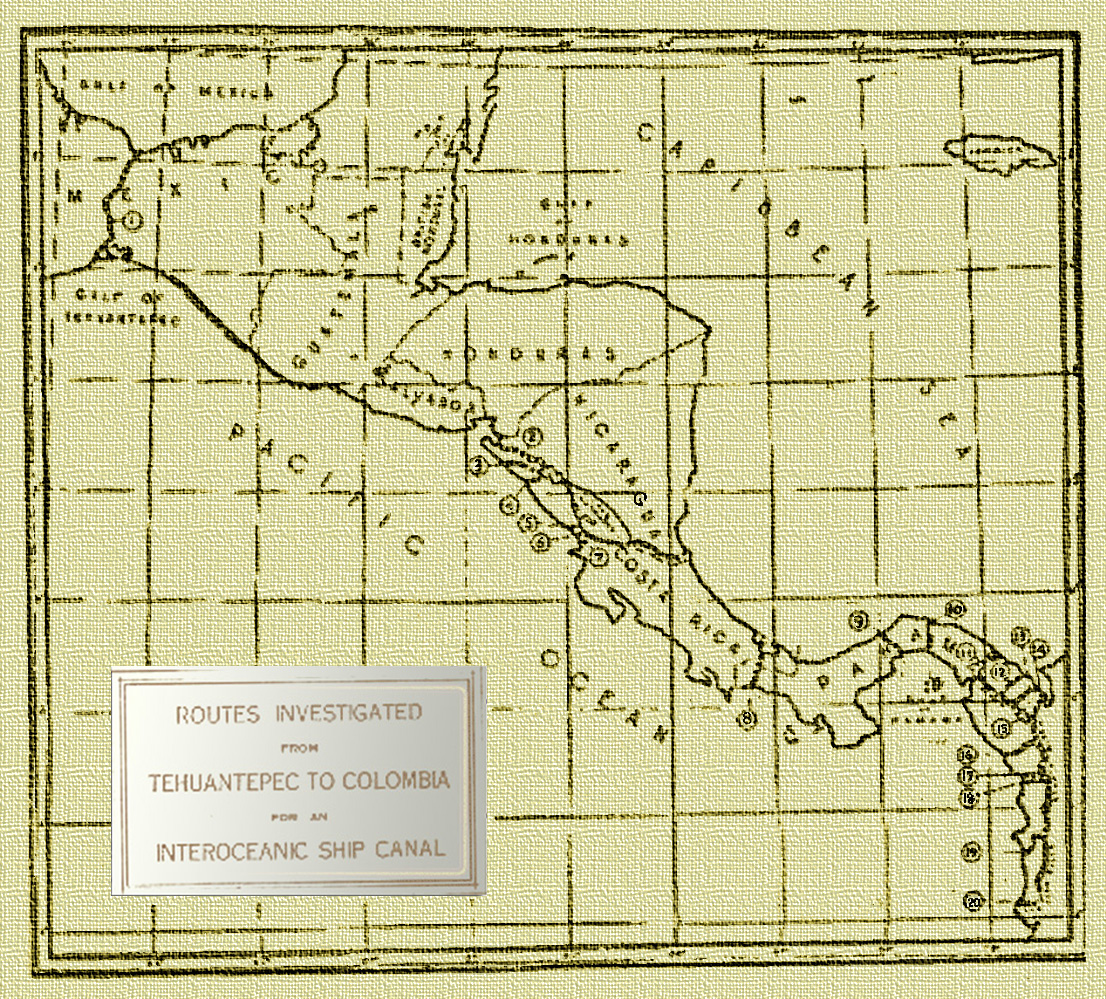
La mayoría de estas rutas para un canal ístmico, fueron investigadas varias veces y otras, que no se muestran en el mapa, fueron también propuestas durante los casi cuatro siglos durante los que se discutiría la construcción del canal. 1. Ruta de Tehuantepec. 2.-7. Rutas de Nicaragua. 8. Ruta de Chiriquí. 9. Ruta del canal de Panamá. 10. Ruta de San Blass. 11.-15. Rutas de Caledonia y del Darién. 16.-30. Rutas del Atrato.

Pese a no haber un motivo de rivalidad inmediato, la construcción de un canal que agilizara el tránsito entre el océano Atlántico y el Pacífico, idea casi concebida desde el mismo descubrimiento, era una empresa que enfrentaría a las dos potencias tarde o temprano.
Por su parte la Nueva Granada, no considerando como garantía suficiente la declaración de la Doctrina de Monroe de 1823, albergaba temor hacia Inglaterra, debido a la toma de las islas Malvinas de Argentina en 1770, y a la más reciente apropiación de la Mosquitia, efectuada por Sir Gregor MacGregor, que en 1824 la denominó «Namville Neustrie». Adicionalmente en 1825, los ingleses se apoderaron de la población de Bocas del Toro, implantando su soberanía sobre parte del hoy suelo panameño y estableciendo posteriormente fábricas en el puerto de San Juan del Norte y la costa nicaragüense. 
Debido a la importancia estratégica del golfo del Darién, la Nueva Granada en 1822 y 1826 empezó a recibir propuestas para construir un canal interoceánico por Panamá, pero ninguna de ellas prosperó debido a la convicción de Bogotá, que consideraba que la ruta debería ser construida con recursos propios y administrada por autoridades locales.
Incidentalmente, en 1835 cuando el bergantín Beagle con una expedición de carácter científico al mando del Capitán inglés Henslow, cuya tripulación incluía al más tarde célebre Charles Darwin, arribó al archipiélago de las Perlas, los granadinos, prevenidos como estaban contra los ingleses, enviaron una guarnición a custodiar las islas, lo que hizo que los anglosajones no demoraran en la visita.
En resolución del 3 de marzo de 1835, se dio potestad al presidente de Estados Unidos para buscar negociaciones con América Central y la Nueva Granada en busca de una ruta que abriera el tránsito Atlántico-Pacífico, con un ánimo de universalidad de navegación por parte de todas las naciones, estipulando unos peajes razonables, para remunerar a las corporaciones privadas que desearan emprender la tarea de construcción de la infraestructura necesaria para tal cometido. Fue de esta forma que el coronel Charles Beagle fue comisionado por el presidente de entonces, Andrew Jackson, para hacer estudios de la ruta de Nicaragua, pero finalmente terminó obteniendo una concesión, antes otorgada al barón Charles de Thierry, para efectuar una conexión férrea por la ruta del Darién (istmo de Panamá), en negociaciones con Bogotá. No obstante el señor Beagle murió antes de acometer el proyecto.	
Por resolución semejante, en 1839, el presidente Martin Van Buren designó a John L. Stephens, con misión similar a la de Beagle, recomendando este a la postre la ruta por el río San Juan y el lago de Nicaragua como vía óptima para el canal interoceánico, con un costo que estimó en $25 000 000 de esa época: así se estableció que solamente las rutas de Nicaragua y la de Panamá, darían viabilidad al proyecto. Esta determinación sumada a la fiebre del oro de California, a mediados del siglo, y la oleada de emigrantes buscando rutas seguras para alcanzar el Pacífico, dio lugar a una sempiterna rivalidad entre Panamá y Nicaragua.
Dados los hechos indicativos de una política expansionista británica en el área, y al sentirse impotente para neutralizarla, cuando el gobierno estadounidense invitó a la Nueva Granada a celebrar un Tratado de Paz, Navegación y Comercio, ésta lo consideró conveniente. La intención granadina era garantizar la soberanía a perpetuidad del istmo poniéndolo a salvo del predominio francés y las ambiciones británicas. 

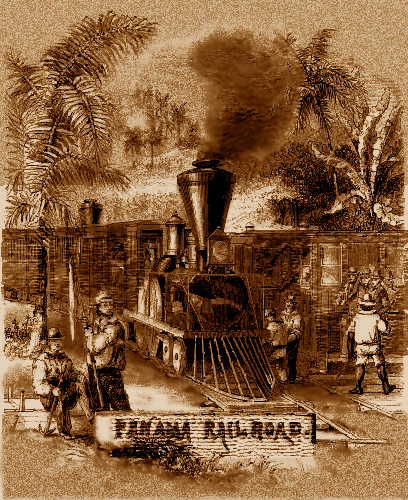
Frontispicio del Ferrocarril de Panamá. 1857.

Después de gestiones infructuosas por parte de la diplomacia estadounidense, en 1846 finalmente el tratado se celebró, firmado por el encargado de negocios en Bogotá, Benjamín A. Bidlack y el secretario de relaciones exteriores de la Nueva Granada, Manuel María Mallarino. En este tratado se expresó la intención de emprender la construcción de un canal en un futuro, y su navegación con derechos de vía igual entre los ciudadanos granadinos y los estadounidenses, así como se garantizó que La Nueva Granada sería soberana sobre su territorio. El 10 de junio de 1848, cuando se efectuó el canje de ratificaciones del tratado de Bogotá, en Washington, varias potencias protestaron, entre ellas Gran Bretaña, que entonces reclamó derechos sobre Nicaragua.
No obstante infringir la vigencia de la Doctrina Monroe, al pasar por alto la reciente ocupación de la isla Tigre por parte de los británicos, punto terminal de una posible ruta del canal y en contra de la creciente indignación popular estadounidense, con ánimo conciliatorio el general Taylor buscó y finalmente acordó un tratado con Gran Bretaña, el Clayton-Bulwer, ratificado en julio de 1850, el cual suscitaría una enconada controversia en las décadas por venir; para muchos, el convenio solo legitimó el statu quo existente en lo referente a las apropiaciones británicas en la América Central.
En mayo de 1850 se inició la construcción de la vía férrea a través del istmo de Panamá, por parte del consorcio «Panamá Railroad Company», en exclusiva con la Nueva Granada, estipulando un periodo de operaciones por parte de la corporación de cuarenta y nueve años a partir de la fecha de terminación de la obra, que concluiría en enero de 1855. Esta vía férrea sería la precursora del canal, al abrir el tramo de selva virgen necesario para comunicar los dos océanos.
En su obra, El ferrocarril de Panamá y su Historia, el profesor Ernesto Castillero Pimental aseveraría:

La historia del Ferrocarril de Panamá está íntimamente ligada con la del canal interoceánico, en cuya apertura fue poderosísimo elemento. Los intereses que exigieron la obra del uno fueron los que determinaron la del otro.

Posteriormente, Estados Unidos aseguró también sus derechos sobre el trayecto del istmo de Nicaragua, con el tratado Ayon-Dickinson, firmado con ese Estado el 21 de junio de 1867.
Por otra parte y pese a que ningún artículo del Tratado Mallarino-Bidlack implicaba el derecho de desembarcar tropas estadounidenses en el territorio del istmo sin previo aviso y, mucho menos cuando las mismas se destinaban a hacer maniobras militares o a realizar otras operaciones, debido a su interpretación del artículo 35, desde la vigencia de este y durante los próximos 50 años, Estados Unidos efectuó intervenciones militares, con el fin de preservar el orden, un total de quince veces, siendo las más críticas la de 1856, provocada por el incidente de la tajada de sandía, y la de 1862, en la cual a pedido del Gobernador de Panamá se impediría la entrada del general Tomás Cipriano de Mosquera en una misión oficial a Panamá.
El tránsito de tropas de Estados Unidos por el territorio de Panamá, así como el tráfico de armas por parte de la Compañía del Ferrocarril Transístmico en colaboración con las corporaciones navieras estadounidenses, supuestamente dedicadas al solo transporte de pasajeros y correos, pasó a ser una nueva fuente permanente de conflictos y contradicciones y uno de los elementos que intensificarían la inestabilidad política, social y económica en Colombia en las próximas décadas.
El 26 de enero de 1870 Estados Unidos de Colombia y Estados Unidos, firmaron el tratado Arosemena, Sánchez-Hurlbut en el cual Colombia concedía un plazo de tres años a los EE. UU. para estudiar el terreno del istmo, cinco años para comenzar las obras y quince para terminar el canal, cediendo doscientas mil hectáreas de tierras despobladas a los EE. UU. para el efecto, a partir de la fecha de canje de ratificaciones del tratado; este tratado jamás fue remitido al congreso de Estados Unidos para su aprobación.
En 1878 Colombia aceptó una propuesta de Lucien N.B. Wyse a nombre de la Sociedad Civil del Canal Interoceánico de origen francés, para construir la ruta por el istmo de Panamá. Más tarde la prerrogativa fue adquirida por el conde Ferdinand de Lesseps, constituyendo la Compagnie Universalle pour le Canal Interoceanic, que eventualmente, y para aminorar los costos, adquirió la Panama Railway Company, y emprendió la obra en 1883.

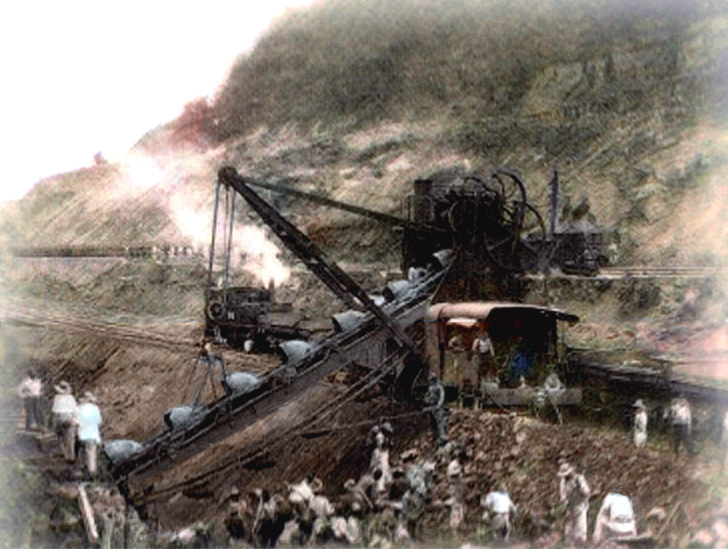
Nueva Compañía Interoceánica Universal del Canal al pie del Cerro de Oro en el Corte Culebra (Después Guillard). 1896.

Pese a que los derechos de vía compensativos por la garantía de soberanía a favor de Estados Unidos ya habían sido refrendados en el protocolo del 22 de febrero de 1879, suscrito en Bogotá por el secretario de relaciones exteriores Pablo Arosamena y el señor Ernesto Dichnan, ministro en Colombia, esta decisión de Colombia, causó que la cancillería de Washington rechazara airadamente cualquier intención que albergaran los gobiernos europeos de garantizar el canal de Panamá, en nota de protesta enviada por el Secretario de Estado, Sr. James G. Blaine, en junio de 1881, a París, Londres, Berlín y Viena.
La conclusión de los trabajos se pronosticó para 1889 pero al cumplirse el plazo sólo una quinta parte se habría completado. De Lesseps había incurrido en errores de ingeniería, como planear un canal al nivel del mar y subestimar la tierra húmeda y encharcada de Panamá, pero también debido a plagas como la tuberculosis, la fiebre amarilla y la malaria que diezmarían a buena parte de los trabajadores. En diciembre de 1889, la compañía francesa quebró y De Lesseps no tuvo otra opción que anunciar el fracaso de «la grande enterprise».
En Ley 107 de la República de 26 de diciembre de 1890, refrendando el Contrato Roldan-Wyse del 10 de diciembre, Colombia otorgó la primera prórroga, por diez años, dando plazo hasta el 28 de febrero de 1893, para la conformación de una nueva compañía que retomase las tareas de construcción del canal, a cambio de diez millones de francos en cinco plazos anuales, además de cinco millones de francos en acciones de la nueva compañía.
En Bogotá, el 4 de abril de 1893, se modificó el acuerdo de 26 de diciembre, por medio del Contrato Suarez-Mange, en el que se añadieron dos millones de francos a las cifras estipuladas anteriormente en el contrato Roldan-Wyse, se modificaron las condiciones de amortización de la deuda, permitiendo deducir cuatro millones de francos que el Gobierno colombiano y el Tesorero del Departamento de Panamá debían a la compañía en liquidación por un empréstito de 1883 y se otorgó una fecha límite para la constitución de la nueva compañía, hasta el 31 de octubre de 1894.
Finalmente, el 20 de octubre de 1894, con un capital de sesenta millones de francos, se logró constituir la Nueva Compañía Francesa Interoceánica Universal del Canal, capital que fue obtenido a través de la suscripción pública, dictámenes favorables a demandas interpuestas contra compañías o personas que se habían lucrado ilegalmente de las extravagancias de la vieja compañía y la puesta en venta de acciones, y que iniciaría operaciones seguidamente.

## La guerra de las rutas
escucharⓘ
Si los estadounidenses decidían construir el canal por Nicaragua, los franceses perderían su inversión, cercana a los 250 millones de dólares. El 26 de enero de 1896, el presidente de la Nueva Compañía del Canal, Maurice Hautin, había acudido a los servicios de William Nelson Cromwell, un hábil y versátil abogado neoyorquino, que había sido asesor general de la Panamá Railroad Company desde 1893, y que mantenía una importante influencia en las altas esferas de Washington, con el objeto de convencer a los EE. UU. de comprar los derechos de la compañía francesa, que atravesaba por dificultades económicas. Cromwell, le comunicó que el gobierno estadounidense estaba convencido de que construir un canal por Panamá era una empresa quimérica y su realización era imposible.

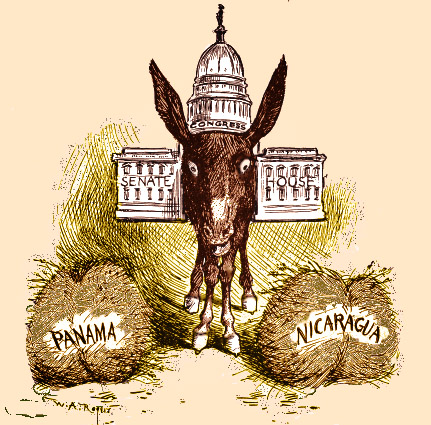
Caricatura del New York Herald, sobre el debate de construir un canal por Nicaragua o Panamá, en alusión al Asno de Buridán. Circa 1900.

A principios de 1898, siendo ya inminente una conflagración entre Estados Unidos y España, EE. UU. envió el acorazado Oregon, para unirse a la flota del Atlántico. Partiendo de San Francisco y circunnavegando el Cabo de Hornos, para alcanzar su objetivo, el acorazado invertiría dos meses en llegar a su destino, recorriendo 13 500 millas náuticas, para participar en el bombardeo de Santiago de Cuba.
Cuando el 2 de diciembre de 1898, Cromwell viajó a Washington, encontró que ya los políticos y empresarios habían decidido construir el canal de Nicaragua e incluso encontró decretos que estipulaban la creación de la Maritime Canal Co., empresa particular, para construir el canal por esa ruta. El senador John Tyler Morgan, de Lousiana, abanderaba el proyecto en este sentido.
A pesar de que Cromwell había solicitado y sostenido una conferencia con el presidente McKinley, expresándole sus intereses, contrario a sus consejos y a raíz de la experiencia del Oregon, el 7 de diciembre de 1898, el presidente William McKinley se pronunció en mensaje al Congreso acerca de lo imperioso que resultaba el control del tránsito entre el este y el oeste para la expansión de la potencia comercial y continental, reafirmando el proyecto del senador Morgan.
Al encontrar un rechazo cortante del senador Morgan, Cromwell se dirigió a sus influencias del Partido Republicano, a quienes había hecho significativas donaciones en sus campañas, fustigándolos por permitir que los proyectos de la construcción del canal fueran liderados por los demócratas.
En una cita con el director del partido republicano Mark Hanna, que entonces no apoyaba el canal por el istmo de Panamá, resguardando los intereses de la Compañía del Ferrocarril que veía en esa empresa una fuerte competencia, Cromwell le ofreció una donación de sesenta mil dólares por parte de la Compagnie Nouvelle, a lo cual el señor Hanna, sin mayores reparos, accedió.

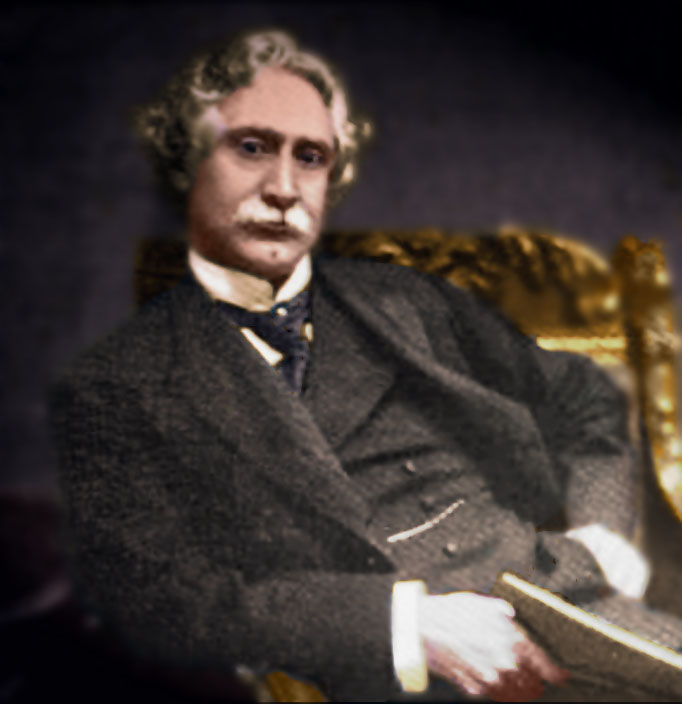
William Nelson Cromwell (1904).

Las maniobras de Cromwell fueron denunciadas por el senador Morgan tanto en el Senado como en la prensa. Pero Cromwell se vengó al influir en un proyecto de ley que su amigo William P. Hepburn pasaría para su aprobación a la Cámara de Representantes a fines de febrero, en el que se había tenido cuidado de no mencionar una ruta preferencial, a la vez que se lanzaba una sombra de duda sobre el proyecto con la Maritime Canal Co., despojando del crédito a Morgan y a los demócratas.
Morgan contraatacó, presentando su propia iniciativa, lo que resultó en un empate en el Congreso.
Cromwell sugirió que para que se resolviera el inconveniente se nombrara una comisión que evaluara la ruta más apropiada para la construcción del canal. Ante el asombro de la opinión pública y de los adeptos al canal de Nicaragua, los republicanos adoptaron la sugerencia de Cromwell y retuvieron ese año el presupuesto hasta que se aprobara su proyecto de ley, no dejando otra opción a Morgan y los demócratas que aceptar sus designios.
De esta manera, en marzo de 1899, el Congreso promulgó una ley para que una vez más se hicieran los estudios económicos y de viabilidad necesarios a fines de determinar cuál de los istmos, el de Nicaragua o el de Panamá, sería más favorable para la construcción del canal, teniendo en cuenta que a esas alturas ya se preveía que la Nueva Compañía Francesa no tendría fondos suficientes para completar la obra. Para el efecto se otorgaron los poderes correspondientes al Presidente, para nombrar una comisión y efectuar lo así dispuesto por la ley. Para esta labor fueron presupuestados un millón de dólares de la reserva del Tesoro. Sin embargo, antes de que la comisión fuese formada, ya había varios proyectos de ley en curso, que daban amplios poderes al ejecutivo para construir el canal por Nicaragua.
Es en este momento cuando volvió a tomar vigencia la discusión sobre la inconveniencia del tratado Clayton-Bulwer con Inglaterra, ya que dicho tratado, estando aun vigente, confería iguales derechos y autoridad por cualquiera de las vías que eventualmente albergara el canal interoceánico a ambas naciones.
En abril de 1900, los franceses hicieron arreglos para negociar otra prórroga, difiriendo el plazo para la culminación del canal hasta el 31 de octubre de 1910, plazo que fue otorgado por el presidente colombiano Manuel Antonio Sanclemente, según Decreto Legislativo n.º 721 de abril de 1900, a cambio de $1 000 000, sin el consentimiento del Congreso. La Nueva Compañía Francesa del Canal, en realidad no tenía otras intenciones que mantener vigente la concesión con la esperanza de venderla a los EE. UU.

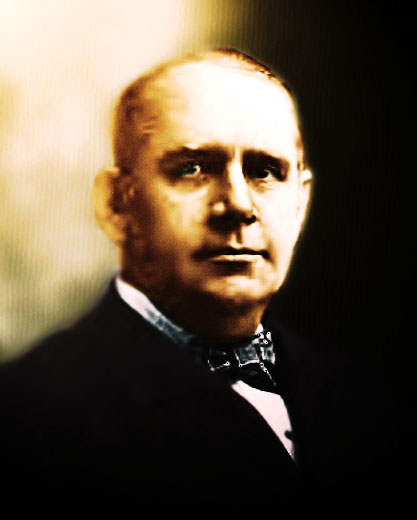
Senador Mark Hanna. 1901.

No obstante, en las negociaciones del tratado Herrán-Hay, este acuerdo fue desestimado por Colombia y la fecha de la anterior prórroga, 31 de octubre de 1904, fue esgrimida como la única vigente, a partir de la cual todos los derechos y propiedades del canal volverían a manos del país suramericano.
John Hay, el Secretario de Estado de EE. UU. en la época, firmaría un tratado con el embajador británico lord Julian Pauncefote el 5 de febrero de 1900, con el fin de subrogar el tratado Clayton-Bulwer. Theodore Roosevelt, que era el gobernador de Nueva York, en una misiva cordial se dirigiría a Hay, criticando dos puntos particulares del tratado: el primero, la prohibición de fortificar el canal y el segundo, la invitación que se hacía a las potencias extranjeras para garantizar el canal, lo cual en su opinión tendería a invalidar la doctrina Monroe.
Sometido a ratificación ante el Senado, fue rechazado haciendo enmiendas que reflejaban las objeciones de Roosevelt, y que a su vez fueron rechazadas por el gobierno británico. Ante esta situación, Hay montó en cólera y renunció a su cargo. Sin embargo, McKinley, en una carta de duro contenido, no aceptó su renuncia.
De esta forma, Hay comenzó a trabajar en otro tratado, dejando atrás el incidente. Mientras tanto Roosevelt se había convertido en presidente, y el nuevo tratado conocido como el segundo tratado Hay-Pauncefote, fue firmado el 18 de noviembre de 1901, ratificado por el Senado por 72 votos a favor vs. 6 en contra y aceptado por el gobierno británico: la vía para la construcción del canal, bajo el absoluto control estadounidense, quedaba de esta manera despejada.
Entre tanto, el 26 de mayo de 1901 comenzó a circular el rumor en París que 16 empresarios norteamericanos habían suscrito un acuerdo para especular con las acciones de la Compagnie Nouvelle, y que planeaban adquirir subrepticiamente las acciones de los suscriptores de la compañía, a lo largo de todo el país, suponiendo que para este fin solo requerirían de 5 millones de dólares, pero que podrían revenderlas a los EE. UU. por más de 40.
Hutin envió a Eugene Oppenheim como emisario a investigar el asunto y este se enteró de la donación de Cromwell al senador Hanna, en nombre de la compañía francesa, sin su consentimiento.  Por esta razón, el 1 de julio de 1901, Hutin enviaría una carta a Cromwell anunciándole su destitución como representante de la Compagnie Nouvelle. El despido de Cromwell tendría efectos inmediatos.
La comisión de evaluación, que había tomado posesión el 15 de junio de 1899, bajo la dirección del almirante John G. Walker, teniendo en cuenta la última prórroga hasta 1910 para la realización de la obra, que había otorgado Colombia a la Nueva Compañía del Canal, la suma inaceptable de $109 141 500 que había exigido por sus activos y considerando un arreglo directo con tal compañía irrealizable, haría conocer, en informe del 30 de noviembre de 1901, que:

La vía más practicable y factible para un canal ístmico que esté bajo el control, manejo y propiedad de los Estados Unidos, es la conocida con el nombre de ruta de Nicaragua.

La comisión Walker había valorado los activos de la Compagnie Nouvelle de la siguiente manera:
| Concepto                                                                                             | Monto       |
| --- | ----------- |
| Excavación ya efectuada                                                                              | $27 474 033 |
| Valor nominal acciones del ferrocarril de Panamá                                                     | $6 850 000  |
| Mapas dibujos y registros                                                                            | $2 000      |
| Total                                                                                                | $36 324 033 |
| A los que añadido un diez por ciento para cubrir omisiones hacen del costo del Canal de Panamá (sic) | $40 000     |

La construcción del canal de Panamá costaría $253 millones ($144 para terminar el canal más $109 por los derechos de los franceses), mientras que el canal por Nicaragua costaría $189 millones, de acuerdo con lo estimado.
El 9 de enero de 1902, el Proyecto de Ley Hepburn, comprometiendo a EE. UU. con la ruta de Nicaragua, fue aprobado en la Cámara de Representantes con 309 votos a favor vs. 2 en contra.

## La estampilla del volcán
escucharⓘ

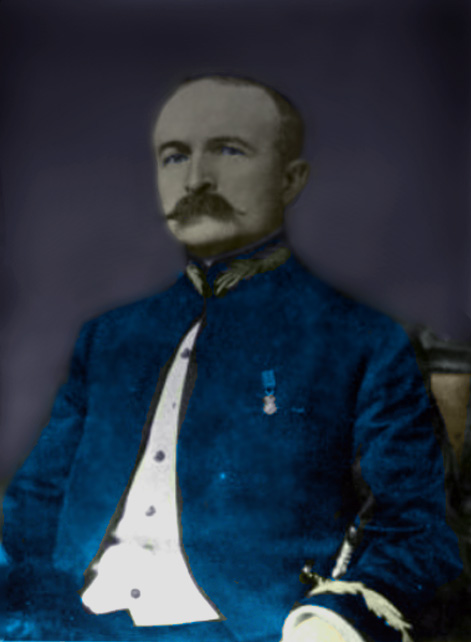
Philippe Bunau-Varilla como ministro plenipotenciario de Panamá. Prince, Washington.

Philippe Bunau-Varilla, soldado francés de natural ambicioso y con estudios en ingeniería, había dedicado su vida a la cimentación del canal de Panamá. En una subcontratación controvertida con la Compagnie Universalle, consiguió amasar una fortuna. Cuando la Compagnie Universalle quebró fue acusado de fraude y sancionado a comprar 400 000 dólares en acciones de la Compagnie Nouvelle.
Este, junto con su hermano Maurice, poseía 11 000 acciones, lo que haría que si los EE. UU. compraran la concesión de la Compagnie Nouvelle, los Bunau-Varilla incrementaran su fortuna de manera significativa. Desde 1900 había viajado a Nueva York, promocionando la ruta del canal de Panamá, y llegó incluso a reunirse con John Tylor Morgan, en la casa de este último en Washington, en 1901, donde tendría una acalorada disputa que trascendería a la prensa.
Después de que el 30 de noviembre la comisión Walker recomendase la opción de Nicaragua, el 1 de diciembre Hay firmó protocolos con los ministros de Nicaragua y Costa Rica para negociar los tratados del canal, tan pronto el presidente fuera autorizado por el congreso para adquirir las rutas que atravesaban sus territorios. Dado que Cromwell ya no participaba en el cabildeo, todas las iniciativas dependían de Bunau-Varilla.
Cuando Bunau Varilla regresó a París lanzó una fuerte diatriba contra el entonces presidente de la compañía, Maurice Hutin y la junta, causando un escándalo que concluyó en su destitución, siendo reemplazado por un amigo mutuo de Cromwelll y Bunau-Varilla, Maurice Bo, presidente del banco Crédit Lyonnaise. Dos días después, el 4 de enero de 1902, la nueva junta enviaría un cablegrama a Washington reduciendo a $40 000 000, la exigencia por la venta de la concesión y sus activos.

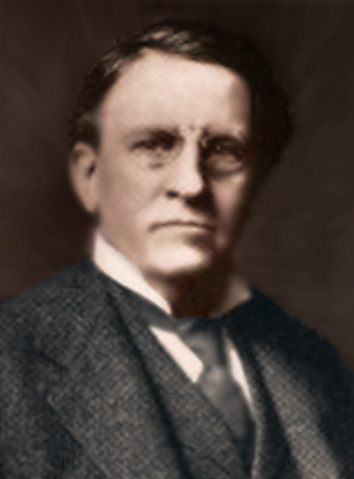
Senador John C. Spooner, responsable del decreto Spooner (Spooner Act).

El 14 de enero, cuando J. T. Morgan se proponía presentar su proyecto de ley, sorpresivamente fue interrumpido por el senador Hanna, quien manifestó que Roosevelt, que se había posicionado recientemente después del asesinato de McKinley, había convocado a la comisión Walker y que de acuerdo con esto Morgan debería esperar a que el presidente aprobara el informe.
En esa semana del lunes 14 de enero de 1902, el presidente Roosevelt pidió a la comisión Walker reconsiderar su decisión, en moción al senador Morison a la luz del cambio en las condiciones ocasionadas a última hora por la oferta de la Compagnie Nouvelle, de vender sus activos por $40 millones. Roosevelt requería una decisión unánime, y dejó en claro que esperaba que la comisión aceptara la oferta de la Compañía del Canal. No obstante a que inicialmente Noble, Pasco y el profesor Hauft fueron renuentes, terminaron por aceptar. 
Al mismo tiempo, el Comité de Canales Interoceánicos del Senado, designando a seis miembros para estudiar el reporte, en los aspectos legales que encerraba el traspaso de la propiedad de la Nueva Compañía, conceptuó que el título de la misma estaba viciado y que no tenía poder de ser transferido.
Se decidió finalmente que el Comité de Canales Interoceánicos del Senado no emitiera su veredicto hasta que todos los miembros de la comisión del canal ístmico comparecieran para testificar. Esta demora permitiría negociaciones entre la Compañía, los EE. UU. y la República de Colombia para lograr una conciliación sobre el asunto del título.
La comisión Walker, informaría el 18 de enero de 1902 que «en vista de cambios de condiciones, la de Panamá será la ruta más factible y practicable». 
No está claro por qué Roosevelt se decidió por la ruta de Panamá, pero fue la decisión más importante al inaugurar su gobierno.

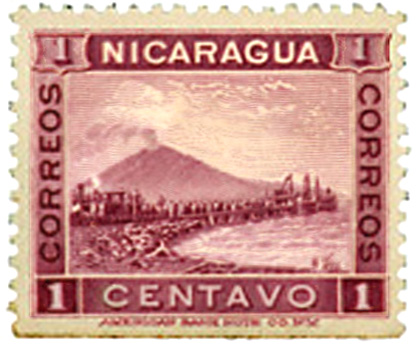
Estampilla del tiraje de 1900, que Bunau-Varilla repartiría entre los senadores, cuando la propuesta de la ruta por Panamá pasó sobre la de Nicaragua, y que muestra el monte Momotombo en erupción.

Después de siete meses de suspensión el 27 de enero, la nueva administración de la Compaigne Nouvelle renovó los servicios de asesoría de William N. Cromwell, haciendo explícito que no se podían efectuar «donaciones o promesas a nadie que pudieran comprometer a la compañía». Su primera estrategia fue inducir al senador Hanna a dilatar la presentación en el senado del proyecto de ley Hepburn que había pasado a la cámara el 9 de enero.
Con base en el informe suplementario de la Comisión del Istmo, el senador John C. Spooner, a pedido de Roosevelt, agregó una enmienda al proyecto de ley Hepburn, el 28 de enero, para adquirir a perpetuidad control sobre una franja de 6 millas de la República de Colombia, teniendo en cuenta «la adquisición de los cánones, privilegios, franquicias, concesiones, derecho de tránsito, trabajo inconcluso, maquinaria y propiedades de la Nueva Compañía del Canal de Panamá de Francia por 40 millones, y la construcción del canal a través del istmo de Panamá, pero si el presidente fuese incapaz de obtener para los Estados Unidos los títulos válidos de posesión de la Nueva Compañía del Canal de Panamá y el control del territorio necesario de la República de Colombia, dentro de un tiempo razonable y bajo términos razonables entonces el presidente podría reconsiderar la opción del canal de Nicaragua.»
1902 fue un año inusual en la actividad volcánica del planeta. El 14 de mayo, llegó un cablegrama de Nueva Orleans anunciando que un violento terremoto había sacudido las playas del lago Managua, adyacente al Nicaragua y que el volcán Momotombo había hecho erupción destruyendo muelles del pueblo Momotombo, en el Terminal del Ferrocarril que conducía del lago a Corinto, en el Pacífico.

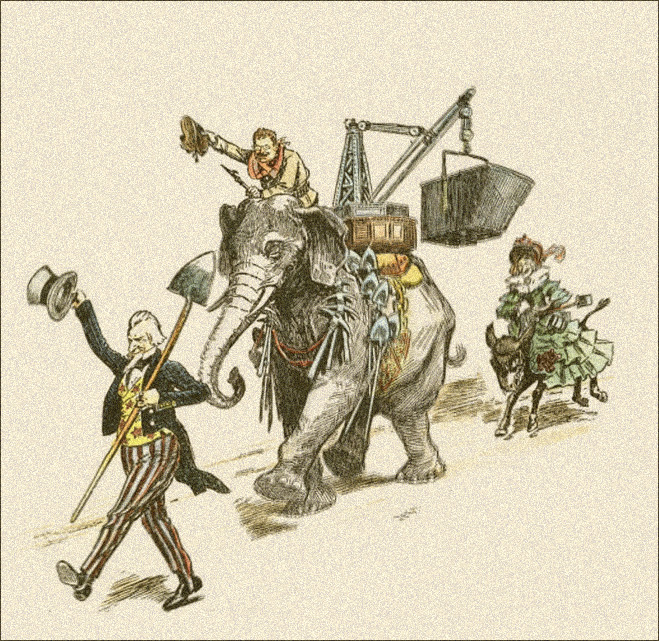
Esta caricatura aparecería en el New York Herald, mostrando la decisión de EE. UU. de construir el canal por el istmo de Panamá. Sobre un burrito, cabalga un francés que lleva un «Teddy Bear», sinónimo de Roosevelt en esta época.

El 20 de mayo, el Pelée erupcionó por segunda vez, borrando lo que quedaba de St.Pierre, y en la isla Saint Vincent, al sur de Martinica, otro volcán entró en actividad.
Para aclarar estos hechos, el 3 de junio, y a pedido de Morgan, el ministro de Nicaragua, Luis Correa, le entregó un cable del presidente José Santos Zelaya que decía:

LAS NOTICIAS PUBLICADAS A CERCA DE ERUPCIONES RECIENTES DE VOLCANES Y TERREMOTOS EN NICARAGUA SON COMPLETAMENTE FALSAS.

En la carta introductoria, el ministro agregó que Nicaragua no había tenido episodios de erupciones volcánicas desde 1835 cuando el Conseguina lanzó emisiones de gas y cenizas pero sin lava. Aunque es imposible determinar si Correa realmente recibió el cable del presidente o fue responsable de la información que remitió a Morgan, el Momotombo sí había hecho erupción.
Bunau-Varilla inmediatamente notificó a todos los senadores que Nicaragua podría sufrir el mismo destino. Este sabía que el gobierno nicaragüense había sacado un tiraje de sellos de correos mostrando el imponente Momotombo expeliendo lava. El francés compró una buena cantidad de estos sellos, del distribuidor en Nueva York, y los colocó en los compartimentos de los senadores con la nota: «Testimonio oficial de actividad volcánica en Nicaragua», en las sesiones de discusión de la enmienda de Spooner, durante las cuales, el senador Hanna, que no había olvidado una promesa anterior de los franceses de $250 000 para la campaña del Partido Republicano, se irguió enhiesto blandiendo una de las estampillas, inquiriendo a sus colegas si serían tan ilusos de construir un canal a la sombra de ese volcán.
El 19 de junio de 1902 la enmienda de Spooner, pasó por 42 votos a favor vs. 34 en contra. El senador Morgan introdujo un recurso sustitutorio para autorizar la selección de la ruta de Nicaragua, que fue derrotado 41:23. El decreto de Spooner fue aprobado 67:6. La Cámara no estaba satisfecha con el decreto Spooner, pero se convocó una asamblea que informó el día 25 de junio, aconsejando a la Cámara ratificar el decreto. Así lo hizo la misma aprobando el decreto, por 260:8. El presidente Roosevelt firmó el decreto el 30 de junio de 1902, que pasó así a ser ley: La Ley Spooner (Spooner Act). En el siguiente paso, EE. UU, buscaría un acuerdo definitivo con la  República de Colombia.

## La legación
escucharⓘ
Durante gran parte del tiempo mientras se negociaba la ruta de Panamá con los EE. UU., Colombia vivía una de sus más devastadoras guerras civiles, más tarde conocida como la Guerra de los Mil Días. Bogotá era todavía una ciudad aislada del resto del mundo. En todo el país no había más de 700 km de tendido ferroviario y para llegar a Bogotá desde Buenaventura o Barranquilla se requería de dos semanas a un mes de travesías azarosas. «Debido a su aislamiento, los ecos del mundo exterior que allí llegaban, se debilitaban por la distancia», escribiría Bunau-Varilla. 
El vicepresidente, José Manuel Marroquín había dirigido un Golpe de Estado contra su compañero presidencial, Manuel Antonio Sanclemente, en un episodio conocido como el cuartelazo, y era visto como un déspota inflexible desde las tribunas de Washington.
Con el objeto de financiar la guerra, el gobierno había solicitado múltiples préstamos a países extranjeros y se encontraba en la ruina. La única esperanza era que el canal se construyera por la ruta panameña, y que el comercio y la bonanza que la empresa trajese al país, proveyeran fondos suficientes para subsanar el déficit fiscal. Sin embargo al iniciar negociaciones, Colombia no estaba preparada para tratar con Washington ni para atajar el inexorable cabildeo de los personajes de Wall Street.
Las conversaciones entre Colombia y los EE. UU. estuvieron rodeadas por un ambiente tenso y estresante. En las postrimerías de las negociaciones, Roosevelt, siendo un hombre rudo, se refería a Marroquín como el pitecántropo e incluso llegó a ultrajar a los colombianos tratándolos de criaturillas despreciables, entre otras injurias.

### Gestiones del Dr. Carlos Martínez Silva
escucharⓘ
Durante los estudios de la comisión Walker, Cromwell vino a conocer que según el artículo 21 del contrato Salgar-Wyse con Colombia la Compagnie Nouvelle estaba inhabilitada para traspasar sus derechos a un país extranjero, lo que lo condujo a estimar prioritario salvar este obstáculo para que tales derechos pudieran ser trasferidos.

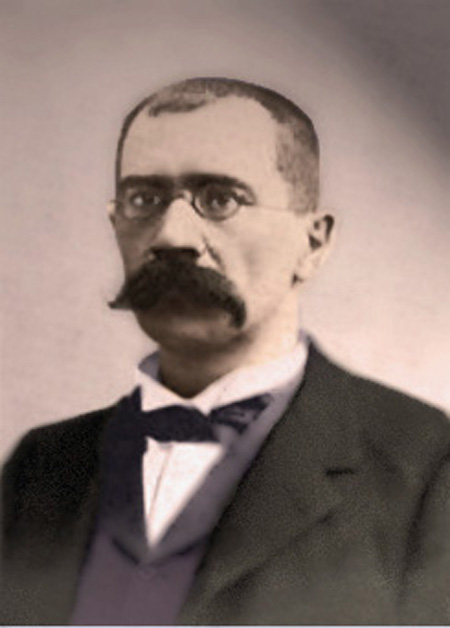
Carlos Martínez Silva, primer miembro de la Legación, para discusión del tratado.

Durante este periodo no había una representación de Colombia en Washington, siendo todos los negocios manejados por el cónsul general, el señor Arturo de Brigard desde Nueva York. Por intermedio de Brigard, en entrevista sostenida en diciembre de 1900, se pidió a Marroquín enviar un ministro con los poderes necesarios para resolver la dificultad.
El 23 del mismo mes Marroquín telegrafió, confirmando el envío del Dr. Carlos Martínez Silva, entonces ministro de asuntos exteriores, a finales de enero de 1901, para apropiarse del asunto.
Martínez Silva, a su llegada el 2 de marzo de 1901, se puso en contacto con Cromwell, y a través de una serie de entrevistas con él y su equipo les expuso la posición colombiana según la cual la opinión estaba en contra de la cesión de la Nueva Compañía, pero la administración consideraría la posibilidad con la condición de que los términos de la negociación fueran suficientemente beneficiosos para Colombia.
Según instrucciones impartidas por el gobierno colombiano, Martínez Silva debería elevar informe a la administración, con el fin de contar con una autorización especial previa del gobierno, en cualquier decisión delicada que debiera tomar. 
Martínez Silva consideraba que de ser aprobado el tratado Hay-Pauncefote, las negociaciones serían fútiles, ya que al no estar Colombia dispuesta a ceder su soberanía, EE. UU. descartaría la opción del istmo de Panamá y negociaría la ruta de Nicaragua. 
Otro asunto que salió a colación era la amenaza de Colombia de repudiar la extensión de la concesión hasta 1910 que se había hecho a la compaña del Canal. Esta prórroga había sido hecha en la ausencia del mejor abogado internacionalista de Colombia, el Dr. Nicolás Esguerra, y firmada por el sobrino de Rafael Reyes, Clímaco Calderón Reyes, entonces ministro de finanzas, en el gobierno de Sanclemente.
El 29 de abril de 1901, Martínez Silva suspendió la prohibición que el contrato Salgar-Wyse estipulaba en lo referente a la imposibilidad de traspasar los derechos de la Compagnie Nouvelle a país extranjero alguno, en negociaciones con el presidente de la compañía, con la condición de que los términos de las negociaciones y tratados con EE. UU. fueran satisfactorios para Colombia.
Sin embargo estos esfuerzos fueron en vano, ya que la comisión Walker, en su primer reporte se decidió por el canal de Nicaragua, dado el precio inaceptable que remitió la Compagnie Nouvelle para el traspaso de sus activos.
Cuando la Compagnie Nouvelle, bajó el precio a los $40 000 000, en que la comisión Walker había estimado su patrimonio, y cuando ésta se aprestaba a rendir su segundo informe, el 8 de enero de 1902, Martínez Silva escribió al gobierno, recomendando que Colombia debería exigir a la compañía del canal, $2 000 000, adicionales al $1 000 000, que habían pagado por la extensión de 6 años, de ser escogido el proyecto por el istmo de Panamá.
Martínez Silva, fue acusado por su gobierno de haberse excedido en su poder para autorizar las negociaciones entre la compañía del canal y Estados Unidos, y fue removido del cargo.
En carta enviada a Marroquín por Martínez Silva, el 11 de marzo de 1902, se aprecian otros factores de política interna de Colombia, que influenciaron la decisión, como muestra este aparte:

Me dice usted que la opinión entre «los hombres que eficaz e incondicionalmente sostienen su gobierno» no es por ahora favorable a mí, dándome con ello a entender claramente que esa es otra razón que ha obrado en el ánimo de usted para separarme del puesto que he ocupado.

Tres son los cargos que aquel grupo formula contra mí, y que usted me apunta: ser yo amigo político de Santiago Samper; haberme opuesto decididamente como miembro del Gobierno a la intervención en lo de Venezuela y a la compra de buques, y el haberme mostrado demasiado favorable a Uribe Uribe.

Martínez Silva murió poco después de su regreso a Colombia, en Tunja, tras haber cumplido una sentencia a prisión en Gachalá, por firmar una protesta en contra del fusilamiento de liberales, desatando rumores de que había sido víctima del odio generado por su devoción a la causa del canal.

### Gestiones de José Vicente Concha
escucharⓘ
El 28 de febrero de 1902, Colombia se había pronunciado, a través de su cónsul en París, en el sentido de que no estaba dispuesto a dejar transferir el título de la Compañía del Canal. 

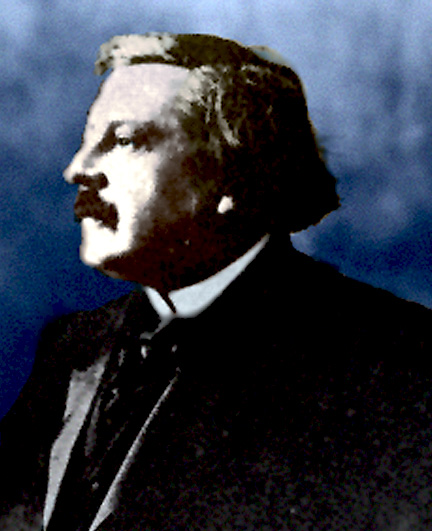
José Vicente Concha, reemplazaría a Carlos Martínez Silva como embajador plenipotenciario.

Colombia pretendía cobrar a la compañía de 50 a 60 millones de francos por dar su visto bueno, o a anular la prórroga hasta 1910 o en caso de que los anteriores planes fallaran, esperar hasta 1910, para expropiar los bienes de la compaña.
En reemplazo de Martínez Silva, se nombró a José Vicente Concha, rival político de este, que se desempeñaba como ministro de guerra del gobierno de Marroquín, y que llegaría a Nueva York el 26 de febrero de 1902.
No habiendo en ese momento ningún tipo de propuesta pendiente entre los Estados Unidos y Colombia, las negociaciones del traslado del título se habían estancado. Con la excusa de estar en espera de instrucciones de Colombia, Concha evadió por un tiempo refrendar sus credenciales en Washington.
Después de intentar en vano que Concha tomara las riendas de las negociaciones sin más tardanza, Cromwell viajó a Nueva York y lo convenció de que se adoptaría el proyecto de Nicaragua si Colombia no neutralizaba los efectos devastadores de la declaración de París. 
El 7 de marzo de 1902, Concha consintió en que se expidiera un comunicado el cual aclaraba que la notificación del 28 de febrero no implicaba oposición a la transferencia del título, siempre y cuando Colombia y los EE. UU. llegaran a un acuerdo satisfactorio en cuanto a sus derechos sobre el canal.
Finalmente, Concha presentó credenciales el 8 de marzo de 1902. Seguidamente, Cromwell se dedicó día y noche a redactar junto con Concha un tratado, basado en el borrador que Martínez Silva había preparado, conocido como el memorándum. 
A 27 de marzo  de 1902, la mejor propuesta de Concha era de $7 500 000 en efectivo, anualidades de $600 000 después de 15 años de concluidas las obras, la limitación de la autoridad de EE. UU. sobre la zona y que el contrato fuera a término fijo. El ministro Concha había llegado con instrucciones de exigir de $10 000 000 a $20 000 000 en efectivo y anualidades de $1 000 000.
Después de negociaciones posteriores, se convino que la remuneración pecuniaria anual fuera decidida por el Tribunal de Paz de La Haya, y que el término del contrato fuera por cien años, prorrogables.
El 29 de marzo estaba listo el borrador del que luego se llamaría el tratado Hay-Concha, que fue presentado para su evaluación por Concha, el 31 del mismo mes. En un comunicado del 1 de abril de 1902 al ministro de relaciones exteriores, se perciben los temores que Concha albergaba: 

Lo primero que viene a la mente a este respecto, y en especial por la situación política actual del istmo, es el peligro inminente de que se produzca un movimiento de secesión en aquella región de la República, ya espontáneamente, ya por sugestiones indirectas de intereses extranjeros, lo cual sería para la República fuente de males incalculables.

Cerradas las puertas del territorio nacional en son de hostilidades a los Estados Unidos, éstos en retaliación denunciarían, como ya la prensa lo ha propuesto, el tratado de 1846 y una vez rotos los compromisos de ese pacto, mirarían impasibles los sucesos que se desarrollasen en Panamá, para ocupar luego el territorio en la primera interrupción del servicio del ferrocarril o para acoger cualquier tendencia en el camino separatista, por donde se llegaría a una lesión de la soberanía colombiana de muchas mayores consecuencias que cualquier limitación a que se sujete la república en el uso de una determinada zona de su territorio.

Después de la negociación de algunas enmiendas, el 23 de abril, el secretario Hay, notificó a Concha que estaba listo para firmar el tratado, tan pronto como el Congreso autorizara al presidente finalizar el acuerdo y el Departamento de Justicia concluyera la investigación del título de la compañía del canal.

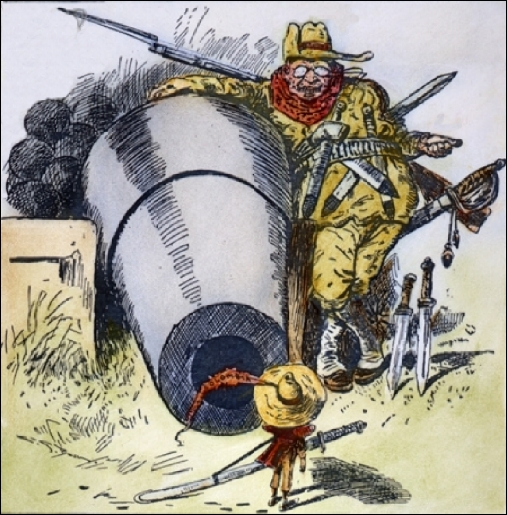
Caricatura titulada «Vete pequeñín, y no me molestes» aparecida en el New York World, en 1903, haciendo alusión a las negociaciones entre Estados Unidos y Colombia por los derechos del istmo de Panamá, donde Roosevelt es mostrado apuntando un cañón.

A pesar de que el tratado Hay-Concha ayudó a la aprobación de la Ley Spooner, había sido visto con recelo por varios senadores que demandaban enmiendas adicionales, relativas a la capacidad de EE. UU. de mantener cortes judiciales en la zona además de una fuerza policial, así como el control del tendido de tuberías, alcantarillas y aguas negras. Además exigían que la cláusula referente a la expropiación de la compañía del canal fuese retirada, y un control absoluto a perpetuidad, en lugar de un arriendo sobre la zona.
El 28 de julio, el secretario  Hay, envió las enmiendas adicionales del congreso a Concha, que a su vez las comunicó a su gobierno, urgiendo a este último, rechazarlas. Contrariamente a lo que esperaba Concha, el 9 de agosto Marroquín le ordenó que aceptara la propuesta, pero que exigiera un pago en efectivo de $10 000 000 y $600 000 anuales, a 14 años.
El 13 de agosto recibió un comunicado similar del ministro de relaciones exteriores, confirmándole que las negociaciones no se podían interrumpir, pero que el tratado debería ser aprobado por el Congreso y que Colombia pondría como requisito la recuperación del valor nominal de las 50 000 acciones que poseía en la compañía del canal como condición necesaria.
En septiembre de 1902, el encargado de negocios de Estados Unidos en Bogotá, el Charles Burdett Hart, recibió una visita de Carlos Liévano, representando al Partido Revolucionario Liberal, en la cual le solicitó la intervención de Estados Unidos para terminar la guerra, a favor de los liberales. Uno de sus argumentos era que si esto sucedía, el país, en su mayoría liberal, estaría dispuesto a seguir negociando el tratado del canal. Hart se mostró a favor de la propuesta.

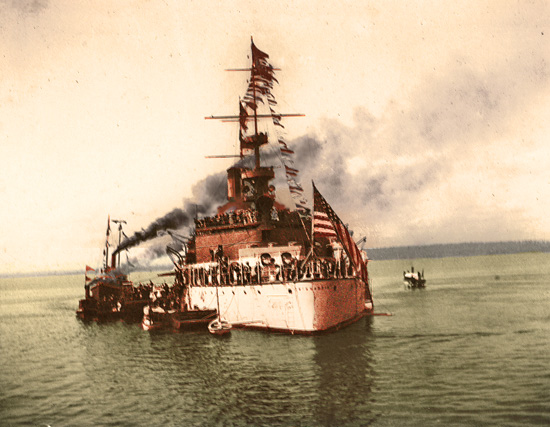
Buque de Guerra Wisconsin, que llegaría a Panamá, el 30 de septiembre de 1902, al mando del Almirante Silas Casey.

En ese momento, los liberales habían vencido a las tropas de Marroquín en prácticamente todo el territorio nacional excepto en Panamá, donde la victoria de aproximadamente 7000 hombres del ejército liberal contra 3000 del ejército gubernamental, era solo cuestión de tiempo.
A los tres días, Liébano regresó a la oficina de Hart, que le dijo «Todo ha terminado. Ya no hay revolución». Al señor Liébano interpelar el motivo, Hart respondió: «Usted sabe que tenemos un canal que construir».
El hijo de Marroquín, Lorenzo Marroquín, en compañía de Arístides Fernández ya había negociado un pacto de intervención de Estados Unidos para acabar la guerra en nombre del partido conservador, en el poder, comprometiéndose a que el gobierno llegaría a un acuerdo satisfactorio para Estados Unidos en el tratado del canal.
Concha, que era ajeno a las razones de la intervención estadounidense, recibió un cable de Marroquín, el 25 de septiembre, ordenándole no tratar el asunto de la ocupación. El ministro creía firmemente que el acuerdo de 1846 había sido violado, pues al EE. UU. enviar sus marines a Panamá no sólo había desarmado a las tropas revolucionarias, sino que también impidió el traslado y circulación de las tropas oficialistas. Además veía en esta situación un signo de una probable anexión de Panamá a Estados Unidos.
Para Concha era imposible continuar en su cargo y tras un copioso intercambio de comunicados con el gobierno colombiano, el 3 de octubre Concha escribió «Renuncio por cuarta vez, a la legación. Díganle al secretario que se haga cargo.». El 7 de octubre recibió respuesta: «Su renuncia es antipatriótica e inadmisible.»
Concha trató de retomar las negociaciones y centrarse en el asunto de la soberanía. Sin embargo, tras algunos intercambios de opiniones al respecto con Hay, y habiendo enviado sus enmiendas al tratado y obtenido una revisión en la que los EE. UU. insistían en mantener privilegios judiciales y militares sobre el istmo, empezó a sentir aversión hacia todos los negociadores estadounidenses, y esto, adicionado a su disgusto con el gobierno que representaba, y la convicción que profesaba de no negociar mientras continuara la ocupación del istmo por EE. UU., lo condujo a renunciar irrevocablemente el 28 de noviembre de 1902.
Concha sufrió un colapso físico y emocional tras su renuncia y se informó que tuvo que ser embarcado en Nueva York en un vapor de regreso a Colombia constreñido en una camisa de fuerza.

### Gestiones del Dr. Tomás Herrán
escucharⓘ
El nuevo Chargé d'affaires, el Dr. Tomás Herrán, un diplomático de carrera que se había desempeñado como Secretario General de la Legación desde su restauración en Washington, era hijo del general Pedro Alcántara Herrán quien en el pasado había abanderado la ratificación del tratado Mallarino-Bidlack.

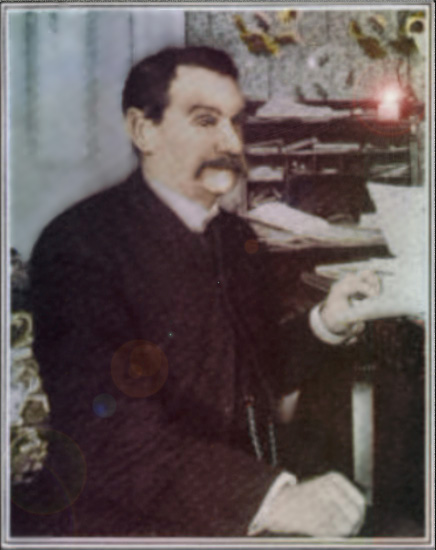
Dr. Herrán representando a Colombia en Washington, y negociador del Tratado del Canal. 1903.

Marroquín le otorgaría sus poderes plenipotenciarios en comunicado del 11 de diciembre de 1902, en el cual seguía presionando para que consiguiera el pago de los $10 000 000 como indemnización y la anualidad de $600 000, o la mejor ventaja que pudiera negociar, y pedía a Herrán firmar el tratado, dejando constancia de que EE. UU. no estaba dispuesto a aumentar la oferta, y estipulando que el tratado debería ser ratificado por el congreso de Colombia.
En una serie de agotadoras conferencias que Herrán mantuvo con el secretario Hay y los senadores Hanna y Spooner, antes de terminar el año, obtuvo las siguientes ofertas alternativas:
1. Indemnización de $7 000 000 con anualidades de $100 000 a los catorce años.
2. Indemnización de $10 000 000 con anualidades de $10 000 a los catorce años.

Herrán envió las ofertas al gobierno colombiano, pero este se mostró reacio a su aceptación y dilató la respuesta.
En comunicados con el ministro de relaciones exteriores, Felipe Paúl, Herrán expresó su preocupación por los sentimientos separatistas de Panamá pero veía la posibilidad de remediarlos, de conseguir un tratado adecuado. Además manifestaba su temor de que Roosevelt, al observar la resistencia de Colombia a aceptar estos términos, con su temperamento impetuoso, pudiera apropiarse de Panamá, teniendo como justificación el carácter de Servicio Universal de Interés Público del canal.
El 31 de diciembre, el señor Herrán contestaría a una cordial invitación a actuar por parte del secretario Hay, abogando por la indemnización de $10 000 000, y proponiendo, ante la gran diferencia pecuniaria, entre lo propuesto por EE. UU. y lo requerido por el gobierno de Colombia, diferir la negociación de la anualidad, hasta un contrato posterior, teniendo en cuenta que habría varios años de por medio, hasta cuando el pago se empezara a ejecutar.
Pronto el talento del señor Herrán como negociador empezó a rendir frutos, y el 3 de enero de 1903 el secretario Hay accedió a la propuesta de Herrán, planteándole firmar el tratado estipulando la indemnización de $10 000 000, ampliando la anualidad a $100 000, y dejando la puerta abierta para negociaciones posteriores sobre la anualidad, una vez el canal estuviera terminado, si las circunstancias justificaran el aumento de dicha renta.

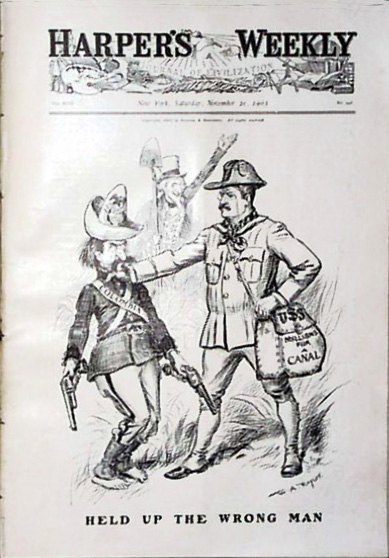
Colombia mostrada como un bandido queriendo asaltar al Tío Sam, pidiendo una suma escandalosa por los derechos del istmo. Harper's Weekly, 21 de noviembre de 1903.

Sin embargo, un hecho ensombreció el panorama ese mismo día: el ministro de EE. UU. en Bogotá, el señor Hart, notificó a su gobierno que Colombia planeaba reclamar una indemnización adicional por parte de la Compagnie Nouvelle, antes de firmar el tratado. Como resultado, Herrán fue informado que las negociaciones deberían cerrarse antes del 4 de marzo y que el presidente, aunque favorecía claramente la ruta de Panamá, podría reconsiderar la ruta de Nicaragua de no llegar a un pronto acuerdo con Colombia.
No obstante al Herrán haber sido educado en EE. UU. y hablar un inglés fluido, y pese a que el secretario Hay y Cromwell estaban complacidos con el nuevo delegado, Herrán empezó a manifestar su desconfianza hacia Cromwell y la Compagnie Nouvelle, debido a las fricciones que los intereses opuestos empezaban a generar. Reconociendo a Cromwell como anterior aliado de Colombia en la venta del proyecto del canal de Panamá a los EE. UU., también alertaba de la intrusión de Bunau-Varilla, en envío de cables y correspondencia a personas del gobierno colombiano.
En cablegrama enviado por Marroquín el 10 de enero, definido  como instrucción final, y recibido por Herrán el 16, aquel expresaba que entendía que las enmiendas dejadas por Concha habían sido aceptadas por los Estados Unidos, y le solicitaba a Herrán negociar mayores incrementos monetarios y una disminución en el término de la ejecución de la anualidad. También instruía a Herrán a que si veía imposible negociar mayores beneficios y que si por el tiempo el negocio se podía arruinar, firmara de todas maneras el tratado.
En misiva de Herrán a Paúl, fechada el 22 de enero de 1903, el representante colombiano aclaró a su gobierno que las enmiendas de Concha enviadas por este a Hay, ni siquiera tenían fecha de recibo, por lo que las negociaciones habían sido suspendidas; añadió que en conferencia con el presidente Roosevelt, le manifestó que firmaría el tratado de ser necesario, pero que dejaría constancia de su desacuerdo en el valor estipulado por concepto de anualidad.
El 22 de enero, Hay envió a Herrán un ultimátum informándole que el tiempo razonable contemplado por el estatuto Spooner había expirado y que el presidente Roosevelt había aprobado incrementar la anualidad a $250 000 a los nueve años, así como que no estaba autorizado para considerar o discutir ningún cambio adicional.
Ese mismo día, al anochecer, el tratado Herrán-Hay fue suscrito en la casa del secretario Hay, en Lafayette Square. Cromwell siendo el único presente, además de los signatarios, guardó la pluma con que se firmó, como recuerdo de la meta lograda.
Meses después, debido al rechazo por el Congreso colombiano del tratado, y a los constantes agravios de que habría de ser objeto por su gobierno, Herrán cayó en un estado de depresión severo. Cuando abandonó Washington hacia Nueva York, con su familia, sufría además de una condición física preocupante. Murió el 30 de agosto de 1904 en el Loomis Sanitarium, Liberty, Nueva York.

## Texto del tratado
escucharⓘ
El tratado está dividido en 28 artículos sin supradivisiones, gozando de un anexo previo y unilateral compuesto por 8 artículos. La introducción contextualiza a las partes contratantes en tiempo y espacio, dejando claro el propósito fundamental del artículo: asegurar la construcción de un canal para navíos, que ponga en comunicación a los océanos Atlántico y Pacífico. En tal sentido, el tratado se define a sí mismo como bilateral, vinculante y de firma soberana al darse entre entes plenipotenciarios debidamente acreditados.

### Estructura y contenido del articulado
Los artículos del 1 al 5 establecen la cesión de obligaciones por parte del gobierno colombiano a una empresa ad hoc, la cual deberá adquirir por pago lícito la concesión de construcción, respetando las acciones públicas previamente adquiridas. Se realiza una cesión extraordinaria por un siglo de los derechos de explotación exclusivamente del canal a Estados Unidos, país que se responsabiliza del mantenimiento y administración y se reserva el derecho de ampliar o construir, así como de prorrogar la concesión unilateralmente por tiempo homólogo al originalmente pactado. El tratado establece que Estados Unidos deberá apegarse al respeto de la soberanía colombiana. Dicho articulado da un contexto jurídico bajo el cual ambas partes convienen.
En adelante, del artículo 6 al 12, se establecen las condiciones locales que se garantizan en función del correcto transcurso de la concesión. El gobierno colombiano se despoja de soberanía territorial al aceptar la abstención del arrendamiento a terceros de puntos geográficos claves que pudiesen entorpecer la explotación del canal, así como permite la explotación local de recursos naturales de manera irrestricta por el costo de beneficio gratuito por los naturales colombianos, así como la obligación estadounidense a resarcir los daños causados por las obras relacionadas al canal. El gobierno colombiano se compromete a no obstaculizar el tránsito y establecimiento de extranjeros que ingresaren al país como parte del equipo relacionado al canal.

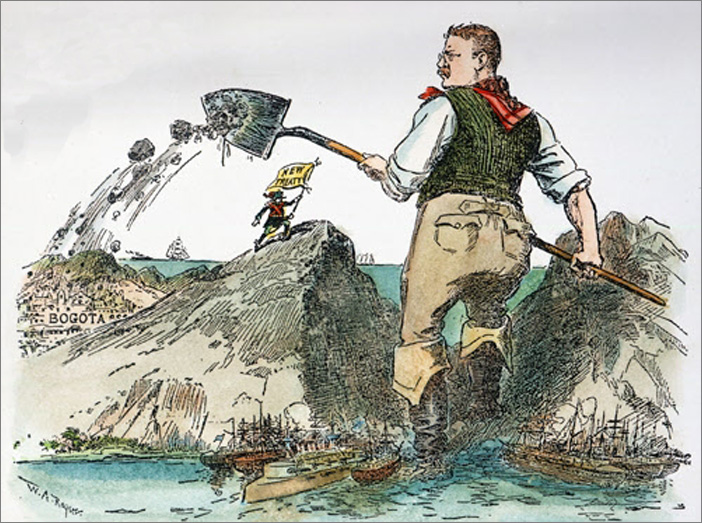
Escenificación de los daños causados por la construcción, los cuales serían resarcidos por Estados Unidos según el texto del tratado. New York Herald, diciembre de 1903.

Se establecen también, del artículo 12 al 19, las condiciones comerciales entre ambas partes. Se permite la importación estadounidense libre de pagos de aduana siempre y cuando sean de consumo aledaño al canal. Además, Colombia permite a Estados Unidos dar protección a todas las vías comerciales relacionadas con el canal, valiéndose de los medios lícitos necesarios. El despojo de soberanía incluye el establecimiento de tribunales estadounidenses para dirimir conflictos en la zona, así como la conformación de un tribunal mixto que juzgase casos civiles y homólogos. Se deja abierta la posibilidad de la creación de leyes en función de las necesidades de la zona. Se vindica el derecho de expropiación de bienes por causa del interés público so consecuencia de indemnización inapelable. Además, se permite a Estados Unidos utilizar todas las terminales portuarias colombianas para la protección y desembarco de sus buques con propósito de beneficiar o beneficiarse del canal. La responsabilidad de coacción en aras del cumplimiento del tratado descansa en su totalidad sobre Estados Unidos.
En consecuencia del beneficio internacional del canal, el resto de artículos establece las condiciones bajo las cuales se regirán terceros Estados. El primer compromiso colombiano es el de denunciar unilateralmente cualquier convenio con un tercer Estado que entrase en contravención con el tratado abajo firmado; cualquier reclamación que surgiere por incumplimiento de convenio consecuencia de la ejecución del presente, será presentada y resuelta por el gobierno colombiano sin que se afecte a Estados Unidos. Se establece que el gobierno colombiano deberá proteger militarmente el canal, pero que en caso de no ser efectivo en dicha defensa, Estados Unidos podrá usar la fuerza en territorio colombiano para velar por los intereses comunes.
Los artículos finales fijan plazos, montos y condiciones especiales que posibilitan la viable ejecución de los acuerdos firmados. Se establece el procedimiento de ratificación y depósito del tratado, así como su entrada en vigor.
Anexo al articulado, se encuentra una autorización interna estadounidense para la negociación y adquisición del acuerdo. Dicho documento simplemente abona a la legitimación del tratado como documento legal internacional.

## Rechazo del tratado
escucharⓘ
El 5 de agosto de 1903 a las 10 de la mañana, el nuevo embajador de Estados Unidos en Colombia, el señor Arthur Matthias Beaupré, daba parte del rechazo al tratado, informando al secretario Hay de las objeciones que el congreso colombiano había presentado y que se detallan a continuación.
| Numeral  | Enmienda |
| -------- | --- |
| Primero. | En el preámbulo las referencias a la ley de Spooner deberán ser suprimidas. |
| Segundo. | En el artículo 1 se introducirá la condición de que la Panamá Railroad y la Compañía del Canal, serán obligadas de antemano a realizar acuerdos con el gobierno colombiano, en los que serán establecidas las condiciones bajo las cuales ese gobierno dará el consentimiento necesario para permitir a estas compañías transferir sus derechos a los Estados Unidos. Se hará explícito que Colombia recuperará la propiedad de todas las concesiones de tierra que estén actualmente en la posesión de dichas compañías, sin la excepción de ninguna de tales tierras, con el fin de que las ciudades de Panamá y de Colón puedan quedar excluidas efectiva y totalmente de la zona que es tema de la concesión. |
| Tercero. | Las cláusulas de los artículos 2 y 3 serán modificadas de tal manera que expresen claramente que Colombia concede a Estados Unidos solamente derecho al uso de la zona y parte del territorio adyacente. Debe expresarse con precisión que los derechos concedidos a los Estados Unidos son en carácter de arrendamiento, eliminando la idea de propiedad, que establece de una manera perentoria la perpetuidad de la concesión. El límite de la zona será indicado con la mayor precisión, y las propiedades necesarias a las cuales se extiende la concesión estarán claramente determinadas, excluyendo de la concesión, de una manera inequívoca, las ciudades de Panamá y Colón; además de lo cual será indicado que la garantía del tratado de 1846-1848 no será modificada de ninguna manera en lo absoluto, y continuará en vigencia en todo el departamento de Panamá, incluyendo la zona. |
| Cuarto.  | En el artículo 7 la concesión del derecho del usufructo gratuito de las aguas de los lagos, las lagunas, los ríos, y de todas las aguas no navegables, sean naturales o artificiales, que se puedan dedicar al abastecimiento del canal o canales auxiliares, o de que se pudiere usufructuar durante su construcción, mantenimiento, u operación, será claramente definida, para poderlos desviar de su curso, alzar o bajar en sus niveles, convertir en lagos, ampliar o estrechar en caso de necesidad, para tales propósitos. Se establecerá que este derecho sea exclusivo solamente en cuanto se refiere al usufructo de tales aguas para el abastecimiento y el mantenimiento del canal, o de los canales auxiliares, sin permitir que las concesiones vayan a impedir la utilización de tales aguas por terceros en virtud a sus legítimos derechos para cualquier propósito que no sea uno de navegación y no perturbara, estorbara, o perjudicara el empleo que los Estados Unidos pudiesen desear dar a tales aguas para los propósitos antedichos. El uso de aguas o ríos fuera de la zona del canal para el transporte de materiales, etc., no será un derecho exclusivo de los Estados Unidos, pero se les otorga el derecho de usufructuar las aguas, sin impuesto o cobro de ninguna clase, siempre y cuando el uso se relacione con el mantenimiento y las operaciones de la concesión. La propiedad de los recursos naturales de la República que Los Estados Unidos puedan requerir para la obra será determinada con la mayor precisión posible, limitando esta concesión al departamento de Panamá, y determinando que las compensaciones a que hubiere lugar bajo el artículo 7 en todos los casos estarán conformes a lo que estipula el artículo 14. |
| Quinto.  | En el artículo 8 será corregida la incertidumbre de la cláusula bajo la cual no se cobrará arancel alguno en las ciudades de Panamá y Colón, a excepción de la mercancía destinada a ser introducida para el consumo del resto de la República. |
| Sexto.   | En el artículo 13 será suprimido todo lo referente al establecimiento de tribunales de Estados Unidos y la aplicación de las leyes de Estados Unidos dentro del territorio colombiano, ya que esto contradice el artículo 10 de la constitución, y se establecerá que los reglamentos sanitarios y de policía, que estarán vigentes en la zona deberán estar sujetos a un acuerdo entre los dos gobiernos. |
| Séptimo. | Las indemnizaciones que la concesión menciona en el artículo 14 que reglamentan las expropiaciones que pueden llegar a efectuarse en esos casos que se mencionan en el mismo artículo, serán resueltas y pagadas por Estados Unidos, de acuerdo con la valoración en su momento. |
| Octavo.  | En el artículo 24 se introducirá una cláusula de confiscación estipulando el plazo, que, de ser excedido, y si el trabajo no hubiera sido ejecutado, todas las concesiones deberán dejar de existir y todas las propiedades y derechos de la empresa se revertirán a Colombia. El último párrafo, del artículo 25, que empieza «Pero ninguna demora», será suprimido. |
| Noveno.  | En una cláusula adicional debe indicarse el tribunal, que debe decidir sobre las diferencias que puedan presentarse entre las partes contratantes en cuanto al cumplimiento del tratado. |

El tratado Herrán-Hay fue abolido oficialmente el 2 de septiembre de 1903, cuando se expidió la ley que aprobó su rechazo.
En una cena en Panamá, en 1907, en visita oficial del senador estadounidense Duncan E. McKinlay, este sostuvo una conversación con el ministro de gobierno de Panamá Tomás Arias, y le preguntó su opinión de las razones por las que el tratado Herrán-Hay había sido rechazado después de que hubiera sido convenido tentativamente por las autoridades colombianas. La explicación del ministro Arias giró en torno a cuatro razones por las que el tratado Herrán-Hay fuera rechazado en su discusión en el senado colombiano.

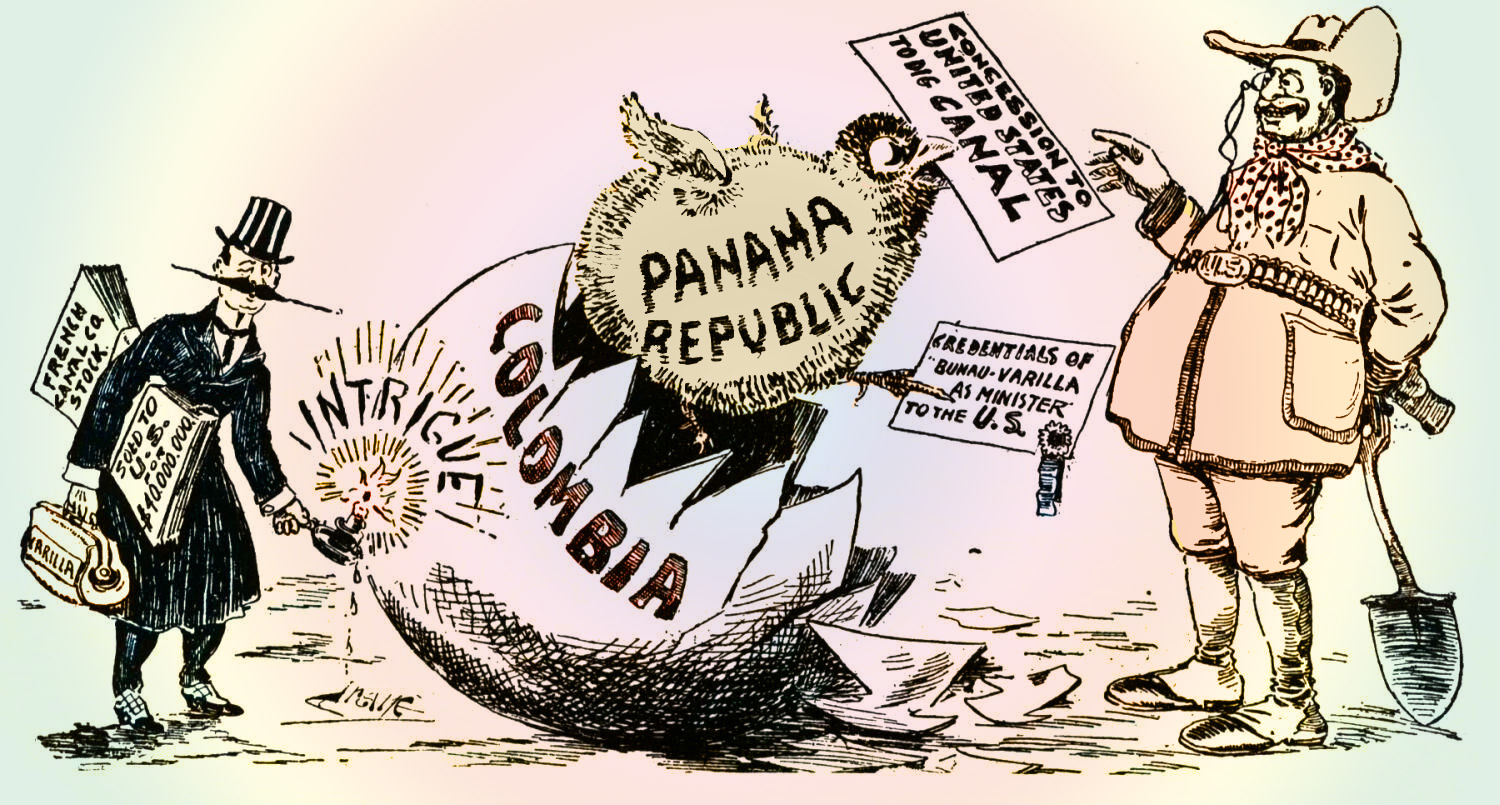
Caricatura del Sunday Times, de 1903, mostrando a Phillipe Bunau-Varilla como el verdadero hombre tras la emancipación de Panamá y el primer beneficiario de la transacción del traspaso de la Compañía Francesa del Canal a manos de EE. UU.

- En primer término, el influjo alemán era fuerte en Colombia, y los comerciantes y los diplomáticos alemanes estaban en franca oposición a la extensión de la influencia estadounidense bajo la costa oeste de Suramérica, particularmente en la república colombiana. Los comerciantes alemanes, viendo el derrumbamiento de la Compañía Francesa del Canal casi realizado, esperaban que la Compañía Alemana pudiera comprar los remanentes de la empresa francesa y llevar el canal a feliz término, advirtiendo lo mucho que esta etapa significaría en el camino del engrandecimiento alemán.[93]
- La segunda influencia, según el ministro Arias, fue la de la gerencia del viejo ferrocarril transcontinental de los Estados Unidos. Cuando el clamor popular por obtener el canal ístmico había dirimido toda obstrucción en Washington D. C., aquella trasladó su escenario de operaciones a Bogotá, y la influencia y dinero del ferrocarril probablemente se utilizaron para inducir a algunos de los senadores a votar contra la ratificación del tratado.[93]
- La tercera influencia era la del patriotismo. Algunos de los senadores colombianos estaban reacios a una transferencia de cualquier porción de suelo colombiano a una potencia extranjera, más si se tiene en cuenta que la constitución colombiana contenía una cláusula que convertía en traidor al colombiano que se involucrara en la enajenación de cualquier parte del territorio colombiano a otro país.[93]
- La cuarta y más importante influencia era el hecho de que la Compañía Francesa del Canal, había fallado en todo compromiso para cumplir con los términos de su contrato con el gobierno colombiano. No sólo había fallado en terminar el canal en el plazo especificado,  sino que al obtener una extensión de ese plazo, no había podido mantener los términos bajo los cuales la extensión había sido asegurada. Por lo tanto el gobierno colombiano podía de forma muy apropiada buscar su expropiación, que se podría lograr siguiendo el debido proceso de ley en algo menos de diez meses.[93]

Muchos de los senadores colombianos adoptaron la posición de que sería legal y más conveniente declarar la expropiación de la Compañía Francesa, y asumir el control del canal de conformidad con tal expropiación en la manera prevista por la franquicia. La República de Colombia entonces estaría en posición de vender la misma al gobierno estadounidense por cuarenta millones de dólares, y dado que entonces tenía asegurados diez millones de dólares por la zona y su alquiler a perpetuidad por una considerable anualidad, la condición financiera del país podría mejorar de manera sustancial. Como las finanzas de la República de Colombia estaban en aquel momento en una condición desesperadamente agotada, esta perspectiva de su rehabilitación debió haber tenido un poderoso efecto en muchos de los senadores.
Estas cuatro razones circunstanciales, causaron sin ninguna duda que el Senado colombiano, cuya oposición al tratado fue encabezada por el expresidente Miguel Antonio Caro, rechazara la ratificación del tratado Herrán-Hay.